# الإسعافات الأولية النفسية
الإسعافات الأولية النفسية (PFA) هي تقنية مصممة للحد من اضطراب الكرب التالي للصدمة النفسية. وقد تم تطويره من قبل المركز الوطني للاضطراب ما بعد الصدمة (NC-PTSD)، وهو قسم من وزارة شؤون المحاربين القدامى في الولايات المتحدة، في عام 2006. وقد انتشر من قبل الاتحاد الدولي لجمعيات الصليب الأحمر والهلال الأحمر، والطوارئ المجتمعية فريق الاستجابة (CERT)، وجمعية علم النفس الأمريكية (APA) وغيرها الكثير. وقد تم تطويره في تعاون مكثف لمدة يومين، شارك فيه أكثر من 25 باحثا في مجال الصحة النفسية للكوارث، وهو مسح عبر الإنترنت للفوج الأول الذي استخدمتة PFA والمراجعات المتكررة للمشروع. اضطراب الكرب التالي للصدمة النفسية.

## التعريف
ووفقا ل NC-PTSD، فإن الإسعافات الأولیة النفسیة ھي نھج نموذجي مبني علی الأدلة لمساعدة الناس في أعقاب الکارثة والإرھاب مباشرة للحد من الضائقة الأولیة وتعزیز الأداء التکیفي علی المدى القصیر والطویل. تم استخدامه من قبل خبراء الصحة غير النفسية، مثل المستجيبين والمتطوعين. وتشمل الخصائص الأخرى الرعاية البراغماتية غير التدخلية وتقييم الاحتياجات.

### المكونات
- حماية من المزيد من الضرر
- فرصة للحديث دون ضغوط
- الاستماع الفعال
- التعاطف
- معالجة المخاوف والاعتراف بها
- مناقشة استراتيجيات التكيف
- دعم اجتماعي
- عرض العودة إلى الحديث
- إحالة

### الخطوات
- الاتصال والمشاركة
- السلامة والراحة
- استقرار
- جمع المعلومات
- المساعدة العملية
- الاتصال مع الدعم الاجتماعي
- معلومات التأقلم
- الربط مع الخدمات

## تاريخ
قبل PFA، كان هناك إجراء يعرف باسم عملية استخلاص المعلومات. وكان الهدف منه الحد من حالات اضطراب الكرب التالي للصدمة النفسية (PTSD) بعد كارثة كبيرة. ومن المعروف الآن أن اضطراب ما بعد الصدمة يضعف الذين يعانون من تجربة تجنب ذكريات الماضى "flashbacks"، فرط اليقظة. وقد اتخذت إجراءات استخلاص المعلومات شرطا بعد الكارثة، مع الرغبة في منع الناس من تطوير اضطراب ما بعد الصدمة. وكانت الفكرة وراء ذلك هي تعزيز المعالجة العاطفية من خلال تشجيع تذكر الحدث. إن استخلاص المعلومات له أصول مع الجيش، حيث كانت الدورات تهدف إلى تعزيز الروح المعنوية والحد من الضيق بعد الكارثة. وقد تم استخلاص المعلومات في جلسة واحدة من سبع مراحل : المقدمة، والحقائق، والأفكار والانطباعات، وردود الفعل العاطفية، والتطبيع، والتخطيط للمستقبل، وفك الارتباط.
وقد وجد أن استخلاص المعلومات هو في أحسن الأحوال، غير فعال، وفي أسوأ الأحوال، ضار. هناك العديد من النظريات حول سبب زيادة استخلاص المعلومات من حوادث اضطراب ما بعد الصدمة. أولا، أولئك الذين من المحتمل أن يطوروا اضطراب ما بعد الصدمة لم تساعدهم جلسة واحدة. ثانيا، يمكن أن يؤدي التعرض مرة أخرى في وقت مبكر جدا للصدمة. العلاج السلوكي المعرفي (CBT) يسمح للشخص للتكيف مع المحفزات. ولم يسمح استخلاص المعلومات بذلك. أيضا، كان ينظر إلى الضائقة الطبيعية على أنها مرضية بعد استخلاص المعلومات وكان أولئك الذين كانوا من خلال الصدمة يعتقدون أنهم يعانون من اضطراب عقلي بسبب الاستياء. يفترض استخلاص المعلومات أن كل شخص يتفاعل مع نفس الصدمة، وأي شخص ينحرف عن هذا المسار، يعتبر مريض. ولكن هناك العديد من الطرق للتعامل مع الصدمة، وخاصة بعد وقت قصير من حدوثها.
يبدو أن PFA تعالج العديد من القضايا في استخلاص المعلومات. وهي ليست إلزامية ويمكن القيام بها في جلسات متعددة وربط أولئك الذين يحتاجون إلى مزيد من المساعدة على الخدمات. وهو يتناول القضايا العملية التي غالبا ما تكون أكثر إلحاحا وخلقاً للتوتر. كما أنه يحسن الكفاءة الذاتية من خلال سماح الناس بالتعامل بطريقتهم الخاصة. وقد حاولت منظمة PFA أن تكون حساسة ثقافيا، ومع ذلك، هناك عيب هو عدم وجود أدلة تجريبية.